# Восток (газета)
«Восто́к» — газета, выходившая в Астрахани в 1866-1867 годах.

## История
Еженедельная коммерческая и литературная газета «Восток» выходила в Астрахани с 1 июля 1866 года по 29 декабря 1867 года.
Издавал газету Е. Лесников. Редактор — П. Кашперов. Одним из главных деятелей редакции газеты был С. С. Рымаренко, известный руководитель освободительного движения 60-х годов XIX века.
«Восток» был первой частной астраханской газетой, рассчитанной на торговую и промышленную буржуазию. Печатала коммерческие корреспонденции, сведения о развитии промышленности и торговли, многочисленные торговые объявления и сообщения о движении судов. В газете обсуждались нужды и требования промышленников и торговцев.